# Конмаел мак Ебер
Конмаел мак Ебер (ірл. — Conmáel) — легендарний верховний король Ірландії. Час правління: 1239–1209 до н. е. (згідно з «Історією Ірландії» Джеффрі Кітінга) [2] або 1651–1621 до н. е. (відповідно до «Хроніки Чотирьох Майстрів») [3]. Син верховного короля Ірландії Ебера Фінна. Прийшов до влади в результаті вбивства свого попередника — Ехріела в битві під Райріу (ірл. — Rairiu). Він був першим верховним королем Ірландії з династії «Синів Міля», що були народжені на землі Ірландії. Народився на території королівства Муму (Мюнстер) — південно-західна Ірландія. Він 25 років боровся з нащадками Ерімона і правив Ірландією після приходу до влади 30 років. Був вбитий у битві під Енех Маха (ірл. — Óenach Macha) Тігернмасом (ірл. — Tigernmas). вважається, що його нащадком був Еогнахта (ірл. — Eóganachta). «Книга захоплень Ірландії» синхронізує його правління з часом загибелі Самсона в Ізраїлі та з часом правління царя Флеухіса в Ассирії, що сумнівно [1].